# Mura di Asti
Les Mura di Asti sont les fortifications qui ceinturent la ville médiévale d'Asti (Piémont), représentant les plus grands travaux de la ville pendant l'établissement de la commune du Moyen Âge sur les installations préalables de l’oppidum celtico-ligure, puis de l'expansion romaine.
Entre le XIe et le XIIIe siècle, la ville quadruple sa surface et son expansion la développe vers le sud jusqu'au Tanaro. Une deuxième ceinture de muraille est édifiée dans cette direction.
Seulement la partie nord-ouest a été conservée jusqu'à nos jours. Ailleurs les parties restantes ont été englobées dans les nouveaux bâtiments et émergent parfois du tissu urbain.

## Les portes
- Porta S.Lorenzo,
- Porta Furja,
- Porta Torre,
- Porta S.Giuliano,
- Porta S.Martino,
- Porta del Mercato,
- Porta S.Paolo,
- Porta S.Gaudenzio,
- Porta S.Michele,
- Porta S.Antonio,
- Porta S.Quirico,
- Porta S.Pietro,

## Sources
- (it) Cet article est partiellement ou en totalité issu de l’article de Wikipédia en italien intitulé « Mura di Asti » (voir la liste des auteurs).